# World Grand Prix (snooker)
El World Grand Prix es un torneo de snooker, profesional y de ranking, que se celebra en el Reino Unido desde 2015.

## Historia

### Ganadores
| Año                              | Ganador           | Resultado | Subcampeón        | Sede          | Ref.   |
| -------------------------------- | ----------------- | --------- | ----------------- | ------------- | ------ |
| World Grand Prix (de invitación) |                   |           |                   |               |        |
| 2015                             | Judd Trump        | 10-7      | Ronnie O'Sullivan | Llandudno     | [ 1 ]  |
| World Grand Prix (de ranking)    |                   |           |                   |               |        |
| 2016                             | Shaun Murphy      | 10-9      | Stuart Bingham    | Llandudno     | [ 2 ]  |
| 2017                             | Barry Hawkins     | 10-7      | Ryan Day          | Preston       | [ 3 ]  |
| 2018                             | Ronnie O'Sullivan | 10-3      | Ding Junhui       | Preston       | [ 4 ]  |
| 2019                             | Judd Trump        | 10-6      | Ali Carter        | Cheltenham    | [ 5 ]  |
| febrero de 2020                  | Neil Robertson    | 10-8      | Graeme Dott       | Cheltenham    | [ 6 ]  |
| diciembre de 2020                | Judd Trump        | 10-7      | Jack Lisowski     | Milton Keynes | [ 7 ]  |
| 2021                             | Ronnie O'Sullivan | 10-8      | Neil Robertson    | Coventry      | [ 8 ]  |
| 2023                             | Mark Allen        | 10-9      | Judd Trump        | Cheltenham    | [ 9 ]  |
| 2024                             | Ronnie O'Sullivan | 10-7      | Judd Trump        | Leicester     | [ 10 ] |
| 2025                             | Neil Robertson    | 10-0      | Stuart Bingham    | Kowloon       |        |